# 섀도우 마스크

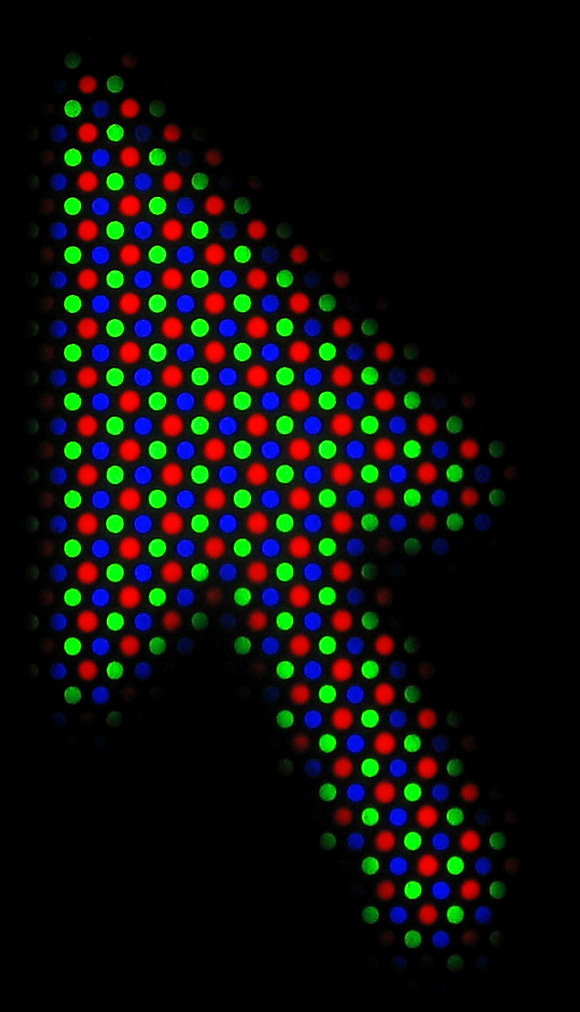
CRT 기반의 섀도우 마스크를 확대.

섀도우 마스크(Shadow mask)는 음극선관의 디스플레이와 텔레비전 수상기에 쓰이는 기술의 하나이며, 전자총을 RGB (빨강, 초록, 파랑)의 각 빛깔에 할당하기 위해 고안된 것이다. 금속의 얇은 판에 있는 원형이나 방형의 구멍이 화소를 열 수 있는 구조로 되어 있어 화면 표면의 유리 바로 뒤 쪽에 놓인다.
섀도우 마스크는 전자총을 계속 받고 열을 얻기 위해 열이 팽창하기 어려운 소재를 쓴다. 애퍼추어 그릴(aperture grill) 방식에 비해 제조 비용이 싸고, 수명이 길다. 구조의 특성상 점의 간격을 줄여서 매우 정밀하게 표시할 수 있다.

## 같이 보기
- 도트 피치
- 트리니트론